# Farver Mühle

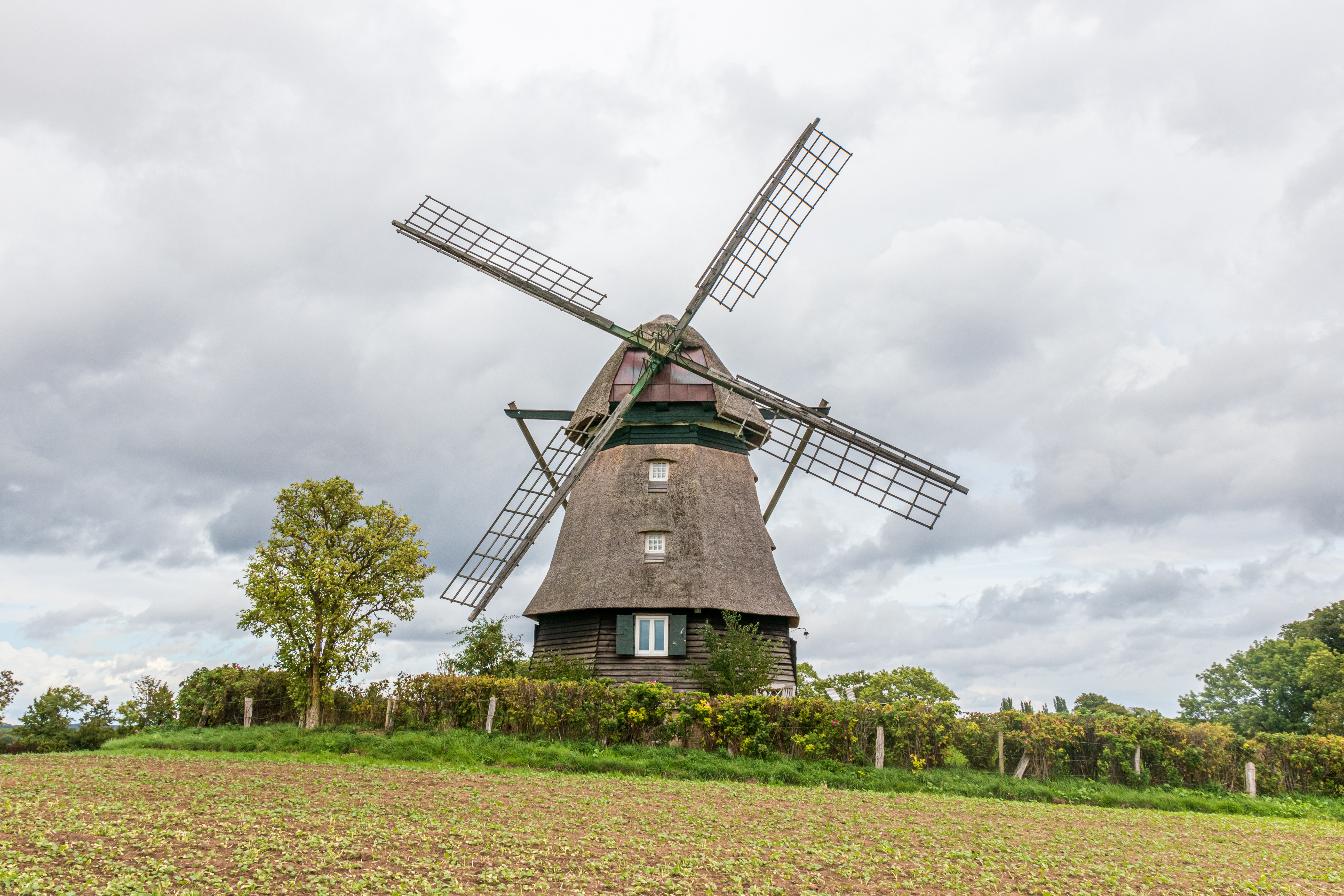
Die Farver Mühle

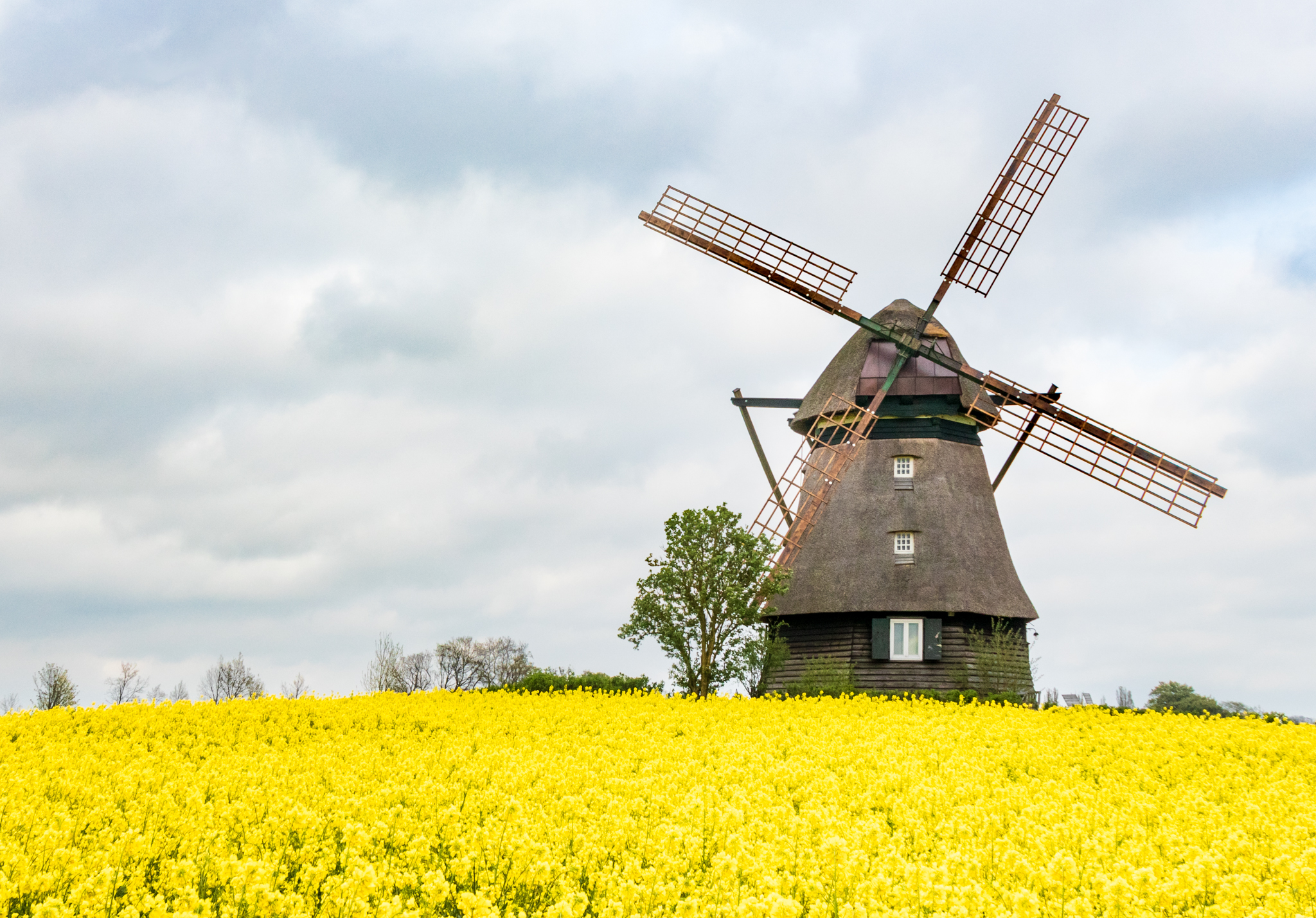
Nach der Renovierung, 2019

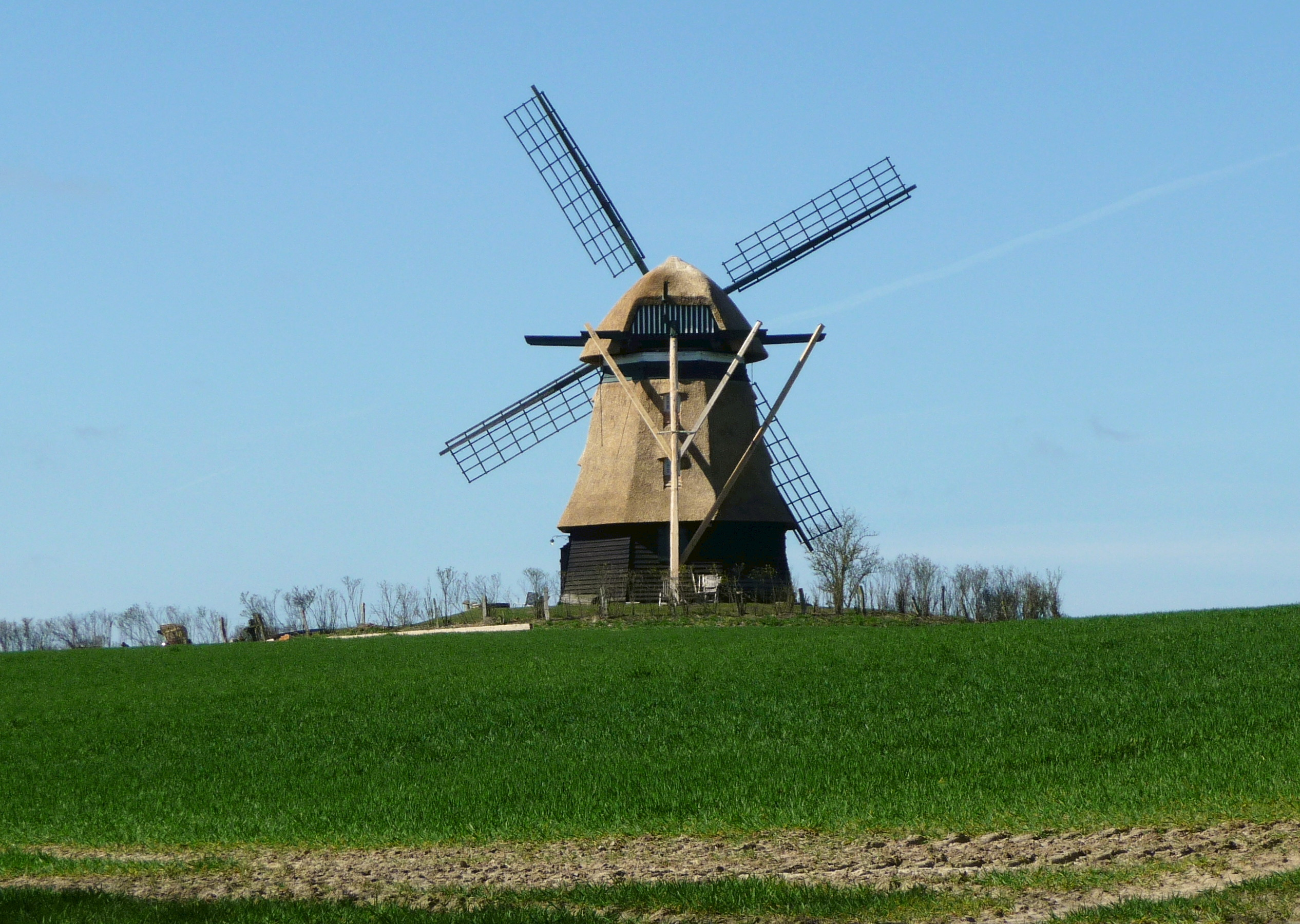
Die Rückseite der Farver Mühle mit dem sogenannten Steert

Die Farver Mühle (oder Farver Windmühle) ist eine alte Windmühle in der Gemeinde Wangels nahe dem Gut Farve im Kreis Ostholstein in Schleswig-Holstein. Sie ist aufgrund ihrer Lage auf einer leichten Anhöhe ca. 100 Meter südlich der B 202 gut sichtbar und eine der Sehenswürdigkeiten der Gemeinde Wangels.

## Beschreibung
Es handelt sich um eine dreistöckige Erdholländermühle: auf dem mit Brettern verkleideten oktogonalen Unterbau (Turm) befindet sich der mit Reet gedeckte Mühlenkörper und die mit Reet gedeckte Kappe. Die Mühle ist mit Segelflügeln versehen und hat  einen zur Ausrichtung der Windmühlenflügel gegen den Wind dienenden „Steert“ – eine lange hölzerne Stange(nkonstruktion), die bis auf den Erdboden reicht.
Die Windmühle wurde 1828 als Mühle des Gutes Farve als Ersatz für eine Wassermühle errichtet (mit Segelflügeln und „Steert“). In den 1930er Jahren wurde die Mühle auf den modernen Stand der Technik gebracht: sie erhielt Ventikanten-Flügel, um ihre Leistung zu steigern.
Heute ist die Windmühle nicht mehr in Betrieb; sie wurde zu einem Wohngebäude umgebaut und wird heute als Ferienwohnung genutzt.

## Sonstiges
- Die Windmühle steht als eingetragenes Kulturdenkmal unter Denkmalschutz
- Sie ist eine der vier im Kreis Ostholstein erhaltenen Windmühlen und ist nach der Lemkenhafener Mühle (von 1787) die zweitälteste.